# Rehabilitační centrum Máj
Rehabilitační centrum Máj je funkcionalistický hotel a ortopedicko-rehabilitační léčebné zařízení. Bylo postaveno mezi léty 1939 až 1940 podle projektu architekta Josefa Havlíčka z roku 1938 v ulici 9. května v Poděbradech. Provozovatelem a majitelem rehabilitačního centra jsou Lázně Poděbrady, a.s.